# 山中龍彦
山中 龍彦（やまなか たつひこ、1940年2月2日 - 2015年2月25日）は、日本の電気・電子工学者。大阪大学名誉教授。工学博士（大阪大学）。大阪大学レーザー核融合研究センター（現：大阪大学レーザー科学研究所）元センター長。名古屋大学プラズマ研究所元助教授。プラズマ・核融合学会元副会長。レーザー学会元監事。日本原子力学会関西支部元幹事。レーザー核融合研究の第一人者の一人。
専門は、レーザー核融合（高出力レーザーシステム・プラズマ含む）・核融合エネルギー、光工学・光量子科学・光エレクトロニクス、原子力工学。 

## 略歴
1963年大阪大学工学部電気工学科卒業。1968年同大学大学院工学研究科電気工学専攻博士課程単位取得退学。同大学工学部助手となり（指導教授：レーザー核融合研究のパイオニアである山中千代衛）、1972年同学部助教授。1974年名古屋大学プラズマ研究所助教授を経て、1980年大阪大学工学部電気工学科教授。主にプラズマ研究・レーザー核融合の研究に従事し、山中千代衛が主導した1971年の国産初の核融合研究用「激光I号」ガラスレーザー開発および1983年世界最高性能（当時）の「激光XII号」ガラスレーザー装置の主要開発メンバーとなった。1986年大阪大学レーザー核融合研究センター（現：大阪大学レーザー科学研究所） 教授。1999年同センター長。2003年同大学定年退官、大阪大学名誉教授。2015年逝去。
大阪大学工学部電気工学科において、大阪大学レーザー核融合研究センター（現：大阪大学レーザー科学研究所）創設者の山中千代衛と共に、国産初の核融合研究用「激光I号」ガラスレーザーの開発および世界最高性能（当時）の「激光XII号」ガラスレーザー装置の開発に携わり、レーザー核融合研究の第一人者の一人として同分野の研究・育成に貢献した。
主な所属学会は、プラズマ・核融合学会、レーザ学会、日本物理学会、応用物理学会、日本原子力学会など。主な著書は、核融合研究<1> 核融合プラズマ（共著、名古屋大学出版会1996、学術書）など。

## 主な受賞
- 電気学会振興賞進歩賞(1972)
- 電気学会学術振興賞・進歩賞(1998)
- レーザー学会奨励賞(1991)[8]

## 主な研究
- 核融合研究用「激光I号」ガラスレーザー（1ビーム, 10J, 50GW）の開発：わが国最初のレーザ光線による熱核融合反応の成功(1971：ソ連・フランス・アメリカに次いで4番目) [5] - 名古屋大学プラズマ研究所との共同研究（研究代表：山中千代衛）
- 世界最高性能（12ビーム, 20kJ/1ns）の「激光XII号」ガラスレーザー装置の開発(1983)[4]（研究代表：山中千代衛）
- レーザー核融合の高速点火技術の新しい発明
- レーザー同位体分離用レーザー加熱ウラン蒸気ビーム発生装置 - レーザー技術総合研究所との共同研究
- レーザーによるX線輻射の発生の研究
- 爆縮プラズマ診断用計測技術の研究
- 炉心制御の基礎研究 - 京都大学との共同研究
- 高エネルギー密度圧縮研究用イオン慣性核融合ドライバーの研究 - 東京工業大学・米国サンディア国立研究所との共同研究[9]